# Rede entomológica
Rede entomológica, também conhecida como puçá ou rede de pegar borboletas, consiste de um aro (aço inoxidável ou arame forte), preso a um cabo de madeira ou alumínio, que sustenta um saco de pano leve (etamine, nylon ou filó com malhas finas). Sua forma é a de um coador com fundo arredondado, tendo aproximadamente 40 cm de boca e 60 cm de profundidade. É utilizada para a captura de insetos em vôo, como por exemplo, borboletas, mariposas, moscas, vespas, abelhas, libélulas,  cigarras e outros.